# Klövjehund

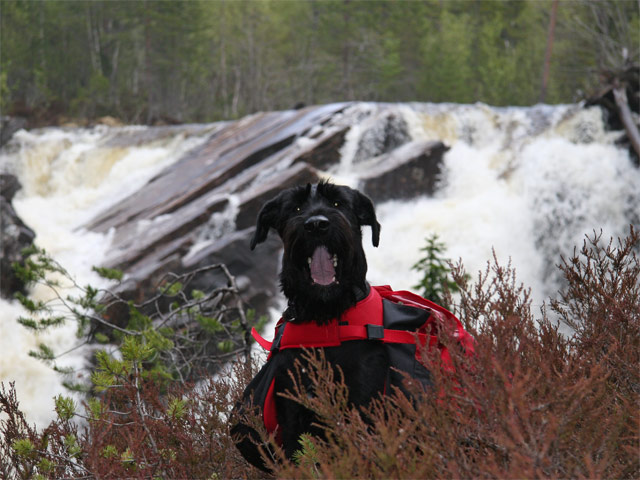
En riesenschnauzer klövjar.

Klövjehundar är hundar som används till klövjning, d.v.s. till att bära bördor i en tvådelad väska över ryggen. En vältränad hund kan bära upp till hälften av sin egen vikt. Det är en fördel om hunden är kvadratiskt byggd.
Idag bedrivs klövjning med hund främst av vandrare. Förr användes det för lättare transporter i oländig terräng. Det sägs att smugglare i bergstrakter haft nytta av klövjehundar.